# Ross Perot
Henry Ross Perot (født 27. juni 1930 i Texarkana, død 9. juli 2019 i Dallas, begge i Texas, ) var en amerikansk erhvervsmand, millionær og politiker, der er bedst kendt for sit kandidatur til præsidentvalget 1992, hvor han stillede op som uafhængig og fik 18,9% af stemmerne, hvilket er den højeste stemmeandel en tredjekandidat har fået siden Theodore Roosevelt i 1912 fik 27,4% af stemmerne. Han stillede op igen i 1996, hvor han fik 8,4% af stemmerne.
Perot etablerede i 1962 IT-konsulentfirmaet Electronic Data Systems, som han tjente sin formue på. I 1984 blev virksomheden solgt til General Motors. Han grundlagde også Perot Systems i 1988, der i 2009 blev solgt til Dell for 3,9 milliarder dollars.
I 1979 deltog han i planlægningen og finansieringen af en befrielsesaktion for et amerikansk gidsel, der var fængslet af shahregimet i Teheran. Gidslet, der var ansat i Perots virksomhed, blev løsladt og smuglet ud gennem Tyrkiet.
Da han i 1996 stillede op til præsidentvalget for anden gang var det som kandidat for hans eget parti, det midterorienterede Reform Party, som blev grundlagt året forinden.
Ross Perot's formue blev i 2011 anlået til ca. 3,4 milliarder dollar, hvilket gav ham en placering som nr. 99 på Forbes' liste over de rigeste amerikanere.

## Opvækst
Perot blev født i Texarkana i Texas som barn af Luly Maye Perot (født Ray) og Gabriel Ross Perot. Hans far var bomuldshandler. Ross gik i privatskolen Patty Hill, og tog eksamen fra Texas High School i 1947. Blandt Perots barndomsvenner taltes Hayes McClerkin, der senere blev Speaker (ordfører) i Arkansas' House of Representatives, såvel som en prominent advokat.
Perot blev som dreng medlem af spejderbevægelsen Boy Scouts of America, og opnåede efter blot 13 måneder udmærkelsen Eagle Scout, der var den højeste rang det var muligt at nå i organisationen. Han er siden blevet hædret med Distinguished Eagle Scout Award, der gives til Eagle Scouts der gennem deres liv og hverv har ydet en ekstraordinær indsats gennem mindst 25 år for deres lokalsamfund. Færre end 2000 har modtaget denne udmærkelse siden den blev introduceret i 1969.